# Батут

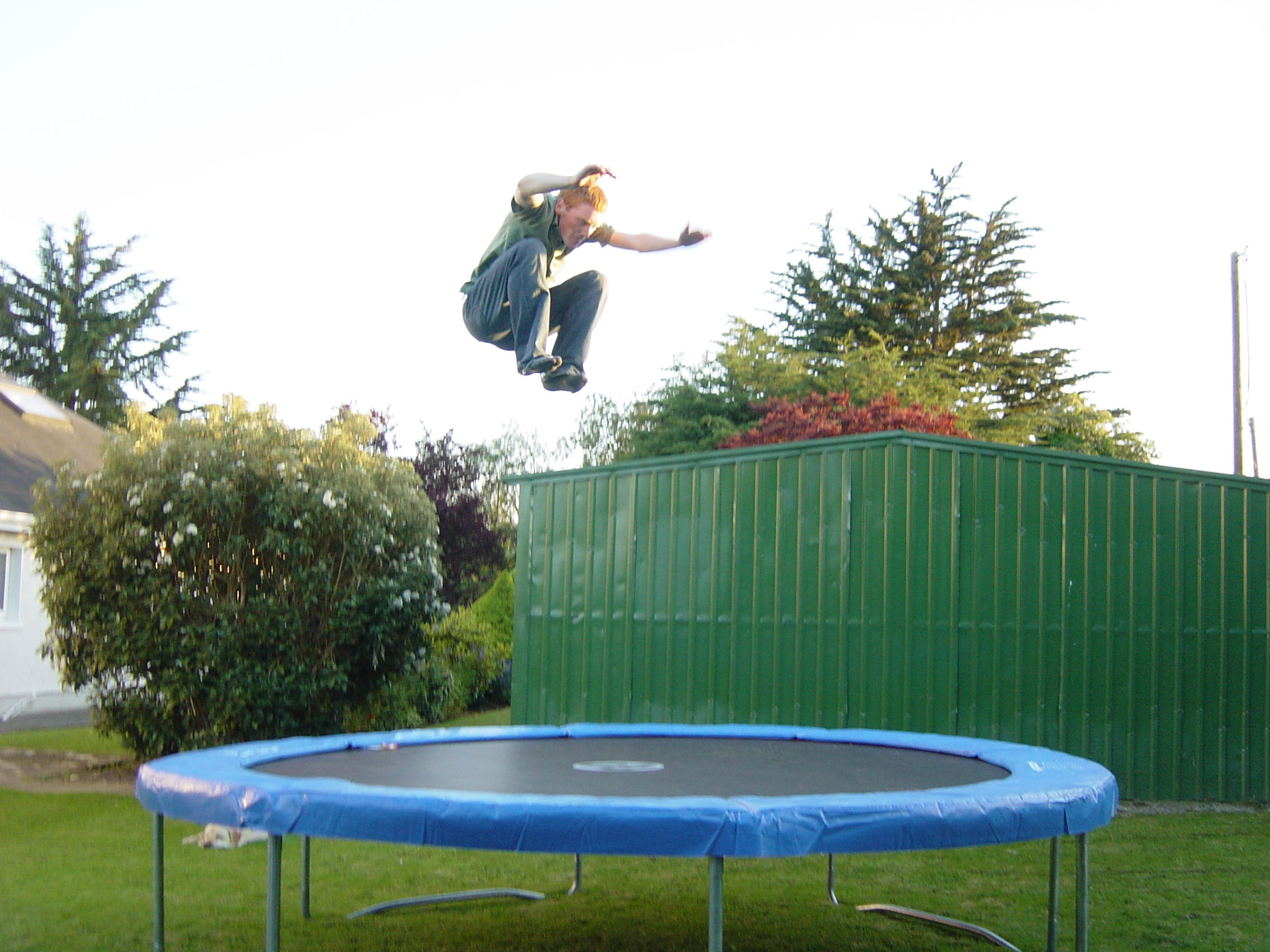
Стрибок на батуті

Батут (від фр. batoude, італ. battuta «удар») — пристрій для стрибків, що є плетеною сіткою з міцної тасьми. Натягається вона за допомогою гумових амортизаторів, розташованих усередині металевої рами на ніжках. Також батут може мати вигляд сітчастої доріжки на металевих підставках, яка натягається тросами і блоками до бар'єру манежу.
Стрибки на батуті — вид спорту; нині — дисципліна гімнастики, з 2000 року що входить в програму літніх Олімпійських ігор. Крім того, батут застосовується в циркових акробатичних номерах, а також при тренуваннях в інших видах гімнастики, стрибках у воду. У СРСР стрибки на батуті отримали популярність в 1960-ті роки завдяки тому, що батут став застосовуватися в тренуваннях космонавтів.
Інший вид спорту, в якому використовуються батути, — слембол.